# Adam Sikora (filmowiec)
Adam Sikora (ur. 3 maja 1960 w Mikołowie) – polski operator filmowy, reżyser, scenarzysta, fotograf i malarz.

## Życiorys
Absolwent Wydziału Operatorskiego PWSFTViT w Łodzi (1988).
Laureat licznych nagród. Realizator wielu spektakli Teatru Telewizji oraz programów kulturalnych Telewizji Polskiej, m.in. Ogrodu Sztuk i Rozmów na nowy wiek. Autor licznych wystaw fotografii. Uhonorowany tytułem Zasłużonego Mikołowianina.

## Filmografia

### Filmy fabularne i seriale telewizyjne
- 1995 – Dama kameliowa – zdjęcia (reż. Jerzy Antczak)
- 1997 – Drugi brzeg – zdjęcia (reż. Magdalena Łazarkiewicz)
- 1997 – Pokój saren – zdjęcia (reż. Lech Majewski)
- 1999 – Wojaczek – zdjęcia (reż. Lech Majewski)
- 2001 – Angelus – zdjęcia (reż. Lech Majewski)
- 2001 – Eukaliptus – zdjęcia, transport (koordynator) (reż. Marcin Krzyształowicz)
- 2003 – Koniec wakacji – zdjęcia (reż. Marcin Krzyształowicz)
- 2005 – Boża podszewka II (serial) – zdjęcia (reż. Izabella Cywińska)
- 2006 – Gigant – scenariusz, reżyseria, zdjęcia
- 2008 – Cztery noce z Anną – zdjęcia (reż. Jerzy Skolimowski)
- 2009 – Las – zdjęcia (reż. Piotr Dumała)
- 2010 – Essential Killing – zdjęcia (reż. Jerzy Skolimowski)
- 2010 – Wydalony – scenariusz, reżyseria, zdjęcia
- 2010 – Młyn i krzyż (The Mill and the Cross) – zdjęcia (reż. Lech Majewski)
- 2010 – Ewa – scenariusz, reżyseria (razem z Ingmarem Villqistem), zdjęcia
- 2011 – Moja Australia – zdjęcia (reż. Ami Drozd)
- 2011 – Igor i podróż żurawi (Igor and The Cranes' Journey) – zdjęcia (reż. Evgeny Ruman)
- 2012 – Wszystkie kobiety Mateusza – zdjęcia (reż. Artur Więcek)
- 2012 – W cieniu (Ve stinu) – zdjęcia (reż. David Ondříček)
- 2012 – Ixjana – zdjęcia (reż. Józef Skolimowski, Michał Skolimowski)
- 2015 – Walser – zdjęcia (reż. Zbigniew Libera)
- 2015 – Ederly – zdjęcia (reż. Piotr Dumała)
- 2016 – Wspomnienie lata – zdjęcia (reż. Adam Guziński)
- 2016 – Powrót giganta – scenariusz, reżyseria, zdjęcia
- 2016 – Ja, Olga Hepnarová (Já, Olga Hepnarová) – zdjęcia (reż. Petr Kazda, Tomáš Weinreb)
- 2017 – Miłość w mieście ogrodów – scenariusz, reżyseria (razem z Ingmarem Villqistem), zdjęcia
- 2017 – Ach śpij kochanie – zdjęcia (reż. Krzysztof Lang)
- 2018 – Autsajder – reżyseria, scenariusz

### Teatr Telewizji
- 1993 – Biała noc – zdjęcia (reż. Tomasz Dobrowolski)
- 1995 – Dzika kaczka – realizacja światła (reż. Agnieszka Glińska)
- 1996 – Gry przedmałżeńskie – zdjęcia (reż. Urszula Urbaniak)
- 1996 – Tryptyk – zdjęcia (reż. Urszula Urbaniak)
- 1997 – Diabelski patrol – zdjęcia (reż. Urszula Urbaniak)
- 1997 – Figurki pana Gracjana – zdjęcia (reż. Marek Pawłowski)
- 1998 – Duże i małe – zdjęcia (reż. Piotr Łazarkiewicz)
- 1998 – Dziennik uczuć – zdjęcia (reż. Ewa Sałużanka)
- 1998 – Gdy tańczyła Isadora – zdjęcia (reż. Magdalena Łazarkiewicz)
- 1998 – Maia czy Ania – operator kamery (reż. Jerzy Bielunas)
- 1999 – Puste niebo – zdjęcia (reż. Henryk Baranowski)
- 2000 – Ogień w głowie – zdjęcia (reż. Piotr Łazarkiewicz)
- 2002 – Lord Jim (na podstawie Lorda Jima Josepha Conrada) – zdjęcia (reż. Laco Adamik)
- 2002 – Święta wiedźma – zdjęcia (reż. Henryk Baranowski)
- 2003 – Cicho – zdjęcia (reż. Adam Guziński)
- 2004 – Antygona (na podstawie Antygony Sofoklesa) – zdjęcia (reż. Andrzej Seweryn)
- 2004 – Geza-dzieciak – zdjęcia (reż. Zbigniew Brzoza)
- 2004 – Intryga i miłość (na podstawie Intrygi i miłości Friedricha Schillera) – zdjęcia (reż. Maciej Prus)
- 2004 – Noc jest matką dnia – zdjęcia (reż. Henryk Baranowski)
- 2004 – Prezent – zdjęcia (reż. Łukasz Wylężałek)
- 2005 – Dzikuska – zdjęcia (reż. Łukasz Wylężałek)
- 2006 – Helmucik – zdjęcia (reż. Ingmar Villqist)
- 2006 – Umarli ze Spoon River – zdjęcia (reż. Jola Ptaszyńska)
- 2007 – Pierwszy września – zdjęcia (reż. Krzysztof Lang)
- 2008 – Tajny współpracownik – zdjęcia (reż. Krzysztof Lang)
- 2008 – Kwatera bożych pomyleńców – zdjęcia (reż. Jerzy Zalewski)
- 2009 – Opowiadania dla dzieci – zdjęcia (reż. Piotr Cieplak)
- 2010 – Psie głowy – zdjęcia (reż. Jerzy Zalewski)
- 2010 – Wymazywanie – zdjęcia (reż. Krystian Lupa)
- 2013 – Trzy razy Fredro (cz. Świeczka zgasła) – zdjęcia, reżyseria światła (reż. Jerzy Stuhr)
- 2017 – Marszałek – zdjęcia (reż. Krzysztof Lang)

### Krótki metraż, dokument
- 1990 – Plus minus nieskończoność – asystent operatora (reż. Mirosław Dembiński)
- 1993 – Koniec epoki węgla kamiennego – współpraca operatorska (reż. Tomasz Dobrowolski)
- 1994 – Teatr ekspresji – reżyseria
- 1995 – De Ægypto – zdjęcia (reż. Jola Ptaszyńska)
- 1995 – Mój ołtarz – reżyseria, zdjęcia
- 1997 – Podróż Erwina – zdjęcia (reż. Mirosława Sikorka)
- 1997 – Wielka woda – zdjęcia (reż. Piotr Łazarkiewicz)
- 1998 – Więcej światła. Festiwal operatorów filmowych Camerimage '97 (film-reportaż o Camerimage '97) – zdjęcia (reż. Piotr Łazarkiewicz)
- 1999 – Bluesmani – ballada o Janku „Kyksie” Skrzeku – reżyseria, zcenariusz, zdjęcia
- 1999 – Skandalistka Kasia K. – zdjęcia (reż. Grażyna Bryżuk)
- 2003 – Magdalena Abakanowicz (dokument o Magdalenie Abakanowicz) – zdjęcia (reż, Jarosław Maszewski, Jacek Kubiak)
- 2003 – Węgiel – zdjęcia (reż. Maria Zmarz-Koczanowicz, Joanna Sławińska)
- 2005 – Boże Ciało – scenariusz, reżyseria, zdjęcia
- 2006 – Sówka Erwin – scenariusz, reżyseria, zdjęcia
- 2007 – Wilcza 11. Telepatrzydło – zdjęcia (reż. Aleksandra Domańska)
- 2008 – Romowie. Skazani na zagładę – scenariusz, reżyseria, zdjęcia
- 2008 – Jerzy Gurawski. Człowiek w przestrzeni – zdjęcia (reż. Mirosława Sikorska)
- 2009 – Mikołów – scenariusz, reżyseria, zdjęcia
- 2016 – Nadal wracam. Portret Ryszarda Krynickiego – reżyseria, zdjęcia

## Nagrody (i nominacje)

### Nagrody – film
- 1998: Festiwal Twórczości Telewizyjnej Plovdiv (Płowdiw) – Drugi brzeg (1997) – nagroda za zdjęcia
- 2000: Polskie Nagrody Filmowe (Warszawa) – Wojaczek – nominacja do „Orła” w kategorii „najlepsze zdjęcia”
- 2000: Tarnowskie Nagrody Filmowe (Tarnów) – Wojaczek– nagroda specjalna „Srebrna Statuetka Leliwity”
- 2000: Trenczyńskie Cieplice – Wojaczek – „Złoty Klucz”
- 2000: Prowincjonalia (Września) – Wojaczek – nagroda dziennikarzy
- 2001: Camerimage (Łódź) – Angelus – „Srebrna Żaba” za zdjęcia
- 2002: Polskie Nagrody Filmowe (Warszawa) – Angelus – nominacja do „Orła” w kategorii „najlepsze zdjęcia”
- 2002: Prowincjonalia (Września) – Angelus – „Jańcio Wodnik” za zdjęcia
- 2003: Polskie Nagrody Filmowe (Warszawa) – Eukaliptus – nominacja do „Orła” w kategorii „najlepsze zdjęcia”
- 2009: Prowincjonalia (Września) – Cztery noce z Anną – nagroda za zdjęcia
- 2009: Polskie Nagrody Filmowe (Warszawa) – Cztery noce z Anną – „Orzeł” w kategorii „najlepsze zdjęcia”
- 2012: Český lev 2012(Praga) – Ve stínu – „Český lev” w kategorii „najlepsze zdjęcia"

### Nagrody – Teatr Telewizji
- 2003: Dwa Teatry (Sopot) – Lord Jim – nagroda za zdjęcia
- 2005: Dwa Teatry (Sopot)
  - Intryga i miłość (reż. Maciej Prus) – nagroda za zdjęcia
  - Geza-dzieciak (reż. Zbigniew Brzoza) – nagroda za zdjęcia

### Nagrody – krótki metraż, dokument
- 2000: Krakowski Festiwal Filmowy – dokument Bluesmani – ballada o Janku „Kyksie” Skrzeku – nagroda „Srebrny Lajkonik”
- 2005: NURT (Kielce) – Boże Ciało – Nagroda Prezesa Zarządu TVP S.A. za „wstrząsający obraz humanitarnej katastrofy małego śląskiego miasteczka, stający się metaforą degradacji człowieka bez pracy i środków do życia”
- 2006: Krakowski Festiwal Filmowy (Kraków) – Boże Ciało – nagroda „Srebrny Lajkonik”
- 2006: Guangzhou International Documentary Film Festival (Kanton, Chiny) – Boże Ciało – nagroda za reżyserię